# Міллволл
Міллволл (англ. Millwall) — місцевість на заході Собачого острову в Лондоні, у районі Тауер-Гемлетс.

## Спорт
Найвідоміший футбольний клуб місцевості, «Мілволл», заснований 1885 року як «Мілволл Роверз». 1910 року клуб переїхав на південь через річку до Нью-Крос.
1995 року у Міллволлі була створена регбійна команда «Міллволл Регбі Клаб».